# Terricola multiplex
Microtus (Terricola) multiplex (норик альпійський) — вид гризунів родини Хом'якові (Cricetidae).

## Поширення
Ендемік Європи, де він зустрічається в південній частині Альп, з південного сходу Франції через Швейцарію в північну Італію. Був зафіксований від рівня моря до 2800 м. 

## Середовище проживання та екологія
Населяє пасовища, луки, відкриті рідколісся і лісові галявини, надаючи перевагу відкритим ділянкам із щільною трав'янистою рослинністю в зрілому лісу. У високих горах він також проживає серед карликових сосен Pinus mugo, а в прибережних низовинах мешкає на сухих луках, виноградниках і живоплотах. Вид харчується корінням і цибулинами; може харчуватися травами. Число молодих в приплоді в середньому 2,7 у Швейцарії.

## Загрози та охорона
Немає серйозних загроз для цього виду. Іноді вважається шкідником, і вбивається через отруєння. Зустрічається в багатьох природоохоронних територіях.

## Ресурси Інтернету
- Aulagnier, S., Amori, G., Hutterer, R., Kryštufek, B., Yigit, N., Mitsain, G. & Muñoz, L.J.P. 2008. Microtus multiplex [Архівовано 12 листопада 2012 у Wayback Machine.]

| Панда | Це незавершена стаття з теріології. Ви можете допомогти проєкту, виправивши або дописавши її. |